# Oriximiná
Oriximiná – miasto i gmina w Brazylii, w stanie Pará. Znajduje się w mezoregionie Baixo Amazonas i mikroregionie Óbidos.